# Heteropogon fisheri
Heteropogon fisheri là một loài ruồi trong họ Asilidae. Heteropogon fisheri được Wilcox miêu tả năm 1965. Loài này phân bố ở vùng Tân Bắc giới.